# رودولوف بيني
رودولوف بيني (بالإسبانية: Rodolfo Pini)‏ (مواليد 12 نوفمبر 1926) هو لاعب كرة قدم. يلعب مع منتخب الأوروغواي لكرة القدم. سبق له أن لعب في كأس العالم لكرة القدم مع منتخب بلاده.

## روابط خارجية
- رودولوف بيني على موقع الاتحاد الدولي (مؤرشف)  (الإنجليزية)
- رودولوف بيني على موقع ناشيونال فوتبول تيمز (الإنجليزية)
- رودولوف بيني على موقع Soccerway.com (الإنجليزية)
- رودولوف بيني على موقع عالم كرة القدم.نت (الإنجليزية)